# Anna Ciarkowska
Anna Ludwika Ciarkowska (ur. 4 października 1986) – polska literaturoznawczyni, powieściopisarka nominowana do Nagrody Literackiej Nike, poetka.

## Życiorys

### Wykształcenie i praca zawodowa
Absolwentka I Liceum Ogólnokształcącego im. Mikołaja Kopernika w Łodzi. W latach 2005–2010 studiowała filologię romańską na Uniwersytecie Łódzkim, uzyskując tytuł zawodowy magistra. Jednocześnie odbyła studia licencjackie z kulturoznawstwa w specjalności kultura literacka. W 2009 studiowała na Université de Paris VII Diderot w ramach stypendium Socrates Erasmus.
W latach 2012–2016 odbyła studia doktoranckie na Uniwersytecie Łódzkim. W 2017 uzyskała stopień doktora nauk humanistycznych w specjalności literaturoznawstwo na podstawie rozprawy doktorskiej Francuskojęzyczna literatura świadectwa pisarzy o polsko-żydowskich korzeniach: Anna Langfus i Piotr Rawicz przygotowanej pod kierunkiem prof. dr. hab. Grzegorza Gazdy.
Od 2018 pracuje na stanowisku asystenta w Katedrze Teorii Literatury w Instytucie Kultury Współczesnej Wydziału Filologicznego UŁ.

### Twórczość literacka
Początkowo publikowała wiersze na Instagramie, stając się pierwszą w Polsce znaną instapoetką, czyli autorką publikującą swoje wiersze w mediach społecznościowych. W styczniu 2018 Wydawnictwo Otwarte wydało tomik Ciarkowskiej Chłopcy, których kocham z jej własnymi ilustracjami. Tomik miał skrajne recenzje – od entuzjastycznych po bardzo krytyczne.
W 2019 ukazała się pierwsza powieść Ciarkowskiej Pestki poświęcona dojrzewaniu nastolatki/młodej kobiety. W 2021 Ciarkowska wydała też powieść Dewocje opisującą religijność małego miasteczka.
W 2021 współpracowała z Grupą Taneczną zMYsł z Lublina w przygotowaniu spektaklu Lekko mówiąc, zainspirowanego jej powieścią Pestki. Tancerze poprzez improwizację interpretowali teksty z książki Ciarkowskiej.
W 2022 ukazał się przewodnik architektoniczny po Łodzi pt. Łódź Ilustrowany atlas architektury, którego była współautorką, wraz z Błażejem Ciarkowskim. Ksiązka ukazała się nakładem wydawnictwa Centrum Architektury z Warszawy.

## Życie prywatne
Była zaangażowaną katoliczką. Oficjalnie wystąpiła z Kościoła. Deklaruje się jako osoba niewierząca.

### Stypendia, nagrody i wyróżnienia
- 2018 – Stypendium Twórcze Prezydenta Miasta Łodzi na realizację projektu „Kultura żydowska w powojennej Łodzi”.
- 2019 – Stypendium Ministra Kultury i Dziedzictwa Narodowego na realizację projektu: „Ojczyzna moja, oczywista… Piotr Rawicz”[2].
- 2017 – Nagroda za najlepszą rozprawę doktorską o polskiej emigracji w XX wieku przyznawana przez Senat RP, Archiwum Emigracji i UMK w Toruniu[12].
- 2018 – Wyróżnienie w Konkursie Żydowskiego Instytutu Historycznego im. M. Bałabana na najlepsze prace magisterskie i doktorskie o Żydach i Izraelu[13]
- 2018 – Nagroda „Punkt dla Łodzi”[14]
- 2022 – nominacja do Nagrody Literackiej Nike za powieść Dewocje[15]

## Publikacje
- Chłopcy, których kocham; ilustracje Anna Ciarkowska, Kraków: Wydawnictwo Otwarte, 2018 (poezja)
- Pestki, Kraków: Wydawnictwo Otwarte, 2019 (powieść)
- Dewocje, Warszawa: Wydawnictwo W.A.B., 2021 (powieść)
- Łódź Ilustrowany atlas architektury: Centrum Architektury 2022 (przewodnik architektoniczny)